# Ze’ew Ben-Cewi
Ze’ew Ben-Cewi (hebr. ‏זאב בן-צבי‎, ang. Zeev Ben-Zvi, ur. 1904 w Rykach, zm. 16 maja 1952 w Jerozolimie) – izraelski rzeźbiarz pochodzący z Polski.

## Życiorys
Urodził się jako Beniamin Kujawski w Rykach w Królestwie Polskim, które było częścią Imperium Rosyjskiego, w rodzinie zasymilowanych Żydów, ojciec był kupcem i zegarmistrzem. Po wybuchu I wojny światowej jego rodzina wyjechała do Jekaterynosławia, gdzie mieszkała przez cztery lata. W 1920 powrócili do Polski, gdzie Beniamin od 1921 studiował w Szkole Sztuk Pięknych w Warszawie. W 1923 przerwał naukę i wyemigrował do Palestyny, która była wówczas mandatem brytyjskim. W latach 1923–1924 studiował w Akademii Sztuk Pięknych i Wzornictwa Besaleela, działał w ruchu Ha-Poel ha-Mizrachi. W latach 1926–1927 uczył tam rzeźby, w 1928 wyjechał do Paryża, aby studiować kubizm. W 1932 i 1933 zorganizował dwie duże wystawy swoich prac w Tel Awiwie. W 1937 ponownie wyjechał do Paryża, a następnie przebywał w Londynie i Glasgow, w 1939 powrócił do Palestyny. W latach 1947–1948 przebywał w obozach filtracyjnych na Cyprze i prowadził tam dla nielegalnych emigrantów warsztaty z zakresu malarstwa i rzeźby, jednym z jego uczniów był Jicchak Belfer. Od 1949 ponownie wykładał w Besaleel, a w 1952, na kilka miesięcy przed śmiercią, objął kierownictwo Akademią.

## Twórczość
Tworzył w stylu kubizmu, specjalizował się w rzeźbiarskich portretach głów, które tworzył w miedzi. Wśród jego uczniów było wielu późniejszych słynnych rzeźbiarzy izraelskich. Jednym z jego najsłynniejszych dzieł jest cenotaf „Pamięci dzieci diaspory” w Miszmar ha-Emek, stworzony w 1945 roku ku pamięci żydowskich dzieci, które zginęły podczas II wojny światowej. W 1953 został pośmiertnie odznaczony Nagrodą Dizengofa oraz Nagrodą Izraela.